# Nykroppa
Nykroppa è un'area urbana della Svezia situata nel comune di Filipstad, contea di Västra Götaland.
La popolazione rilevata nel censimento 2010 era di 846 abitanti .